# Karl Weinfurter

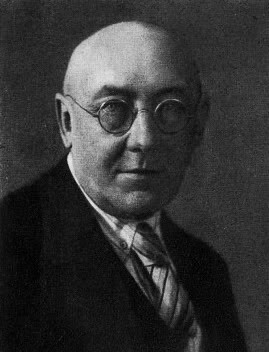
Karl Weinfurter

Karl Weinfurter (tschechisch: Karel Weinfurter; * 27. Mai 1867 in Jičín; † 14. März 1942 in Prag) war ein tschechischer Übersetzer und Schriftsteller. Er beeinflusste die tschechische Mystik im ersten Drittel des 20. Jahrhunderts durch Veröffentlichungen zum damals noch wenig bekannten Yoga und vertrat eine nicht konfessionsgebundene christliche Mystik. Publikationsorgan war die Zeitschrift Psyché (1924–1951). Sein wichtigstes Werk „Der brennende Busch – der entschleierte Weg der Mystik“ (1923) erschien erstmals 1930 auf Deutsch. Er übersetzte viele mystische Werke ins Tschechische, wie zum Beispiel Meister Eckhart.

## Publikationen (Auswahl)

### In deutscher Übersetzung
- Lehrbuch zur Entwicklung des magischen Denkens, Esoterischer Verlag Hartmann, Bürstadt 2004
- Der Königsweg – Der goldene Pfad der praktischen Mystik., Hrsg. Erich Sopp. Freiburg i. Br. 1976, 1986
- Mystische Fibel – Ein Handbuch für den Schüler der praktischen Mystik , Ins Dt. übertr. von Maria Pravica-Purgert hrsg. von Erich Sopp.
- Der brennende Busch – Der entschleierte Weg der Mystik., aus dem Tschechischen von Edmund Kobsa und Clara Adalberta Schmidt. Bietigheim 1930, 1980

### Publikationen auf Tschechisch (Auswahl)
- Astrologie všeobecná (1931, 1999, 2000)
- Astrologie specielní (1931, 2000)
- Bible ve světle mystiky (11 dílů) (1929–1930)
- Cesta královská (Zlatá brána k mystice) (1936, 1991; německy 1976, 1986, 1989)
- Divy a kouzla indických fakirů (1913, 1923, 1947)
- Léčba nervů přírodními silami (1931, 1997, 2000)
- Mistr Ramakrišna Jeho učení a mystické zkušenosti (2 díly) (1933)
- Mystický slabikář to jest klíč pro žáky D. S. (1930, 1936,1994, 2000; německy 1954, 1981)
- Druhý mystický slabikář to jest klíč pro žáky D. S. (1932, 1994, 2000; německy 1959, 1981)
- Odhalená magie (1922)
- Ohnivý keř Odhalená cesta mystická (1923, 1930, 1947, 1948, 1992, 1998, 2000; anglicky 1930, 1992, 1997; německy 1930, 1949, 1953, 1957, 1962, 1976, 1986)
- J. B. Kerning: Testament + K. Weinfurter: Praktická mystika – II. díl Ohnivého keře (1925, 1933, 1994)
- Ohnivý keř – Praktická mystika, díl III. (1930)
- Paměti okultisty (1933, 1999)
- Tajná tradice a učení Bratrů Rosikrucianů (1934, 1993)
- Tajné síly přírody a člověka (1924–25, 1948)
- Tajné společnosti okultní, mystické a náboženské (1933)
- Učebnice magického myšlení (1935, 1995; německy 1965, 2004)
- Životní magnetismus (1927, 1991)

### Übertragungen ins Tschechische
- Bhagavad-Gita (překlad a komentáře K. W.) (1926, 1935)
- H. P. Blavatská: Hlas ticha (1920, 1921, 1995), Příšerné povídky (1924)
- P. Brunton: Tajnosti indické (1937), Tajnosti egyptské (1937), Tajná stezka (1938)
- Bo Yin Ra: Kniha o živém Bohu (1921, 1922)
- E. Bulwer-Lytton: Zanoni (1919, 1931, 1993, dotisky b.d.)
- M. Collinsová: Světlo na cestu a Karma (1922)
- Mistr Eckhart: Mystická nauka Mistra Eckeharta z Hochheimu (1934)
- Mistr Eckhart: Mystické učení Mistra Eckeharta z Hochheimu (1935)
- J. B. Kerning: Cesta k nesmrtelnosti (1924), Příliv a odliv (1935), Student (1936), Zednář (1936)
- J. Leadová: O královském úřadu kněžském (Nauka bílé lóže IV.) (1932, 1998)
- R. Maháriši: Spisy Sri Ramana Maharišiho (1940)
- M. de Molinos: Duchovní vůdce, který odpoutává duši (1928, 1992)
- Abbé N. de Montfaucon de Villars: Hrabě de Gabalis (1932)
- P. Mulford: Dar Ducha (8 dílů) (1919–22, 1992–95, 1995–96)
- Svami Svatmaram: Lampa k Hatha-Jógu (1936)
- Swami Vivékánanda: Budoucnost duchovního člověka (1919, 1921), Karma Yoga (1920, 1921, 1991), Radža Joga čili ovládnutí vnitřní podstaty (1924), Radža Joga, díl II.
- Patandžaliho výroky o Jogu (1925)
- Tomáš z Kempenu: Čtyry knihy o následování Krista (překlad a komentáře K. W.) (1931)